# Elena Berkova
 (décembre 2018).
Elena Berkova (Mourmansk, 11 mars 1985) est une actrice pornographique, présentatrice et modèle de charme russe.